# Gnjosdowo

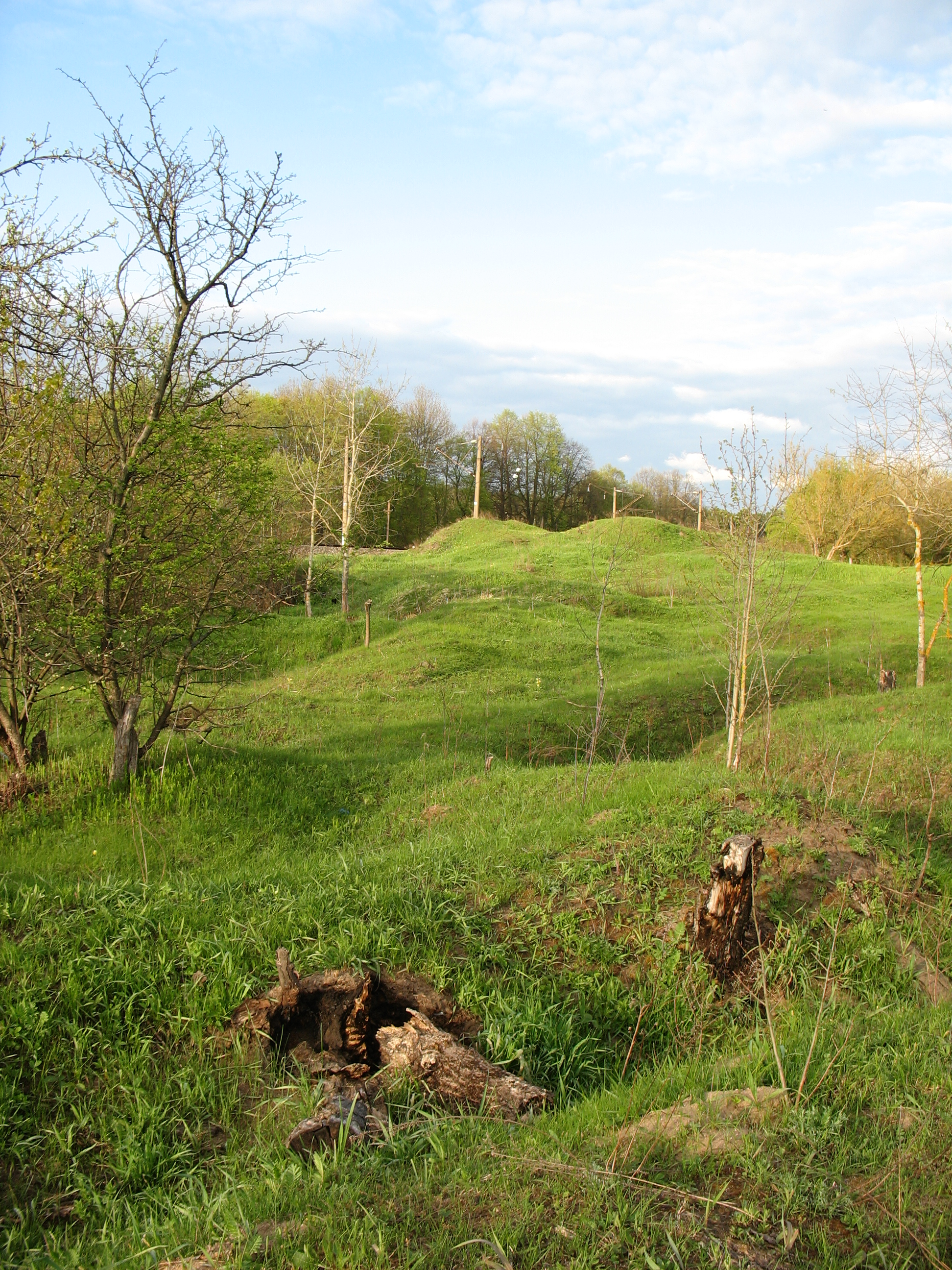
Grabhügel (Kurgane) von Gnjosdowo

Gnjosdowo, auch Gnesdowo oder Gnezdovo (russisch Гнёздово), ist ein Komplex archäologischer Siedlungsfunde aus dem 10. und 11. Jahrhundert in Gnjosdowo bei Smolensk in Russland. Er ist (nach Haithabu) der zweitgrößte bekannte in Europa aus jener Zeit.

## Beschreibung
Der Komplex liegt an der Mündung des Kareli in den oberen Dnepr, etwa 13 km westlich von Smolensk.
Auf einer Fläche von 16–20 Hektar befinden sich eine befestigte Burgsiedlung, einige kleinere Siedlungen und insgesamt etwa 3000 Hügelgräber (Kurgane).

## Historischer Hintergrund
Gnjosdowo wird in der Regel mit dem frühen Smolensk identifiziert, das zuerst in der Chronik von Bygone, im Jahre 862, erwähnt wird. Die Hypothese wird durch die Tatsache gestützt, dass bei Ausgrabungen in Smolensk keine Schichten gefunden wurden, die vor dem 11. Jahrhundert liegen. Gnjosdowo scheint identisch zu sein mit einer „Festung Miliniska“ genannten Stelle aus einer Abhandlung von 948 und 952 von Konstantin VII. Porphyrogennetos. In skandinavischen Texten scheint der Name „Sürnes“ auf den Ort zu verweisen.

## Funde
Das Gräberfeld von Gnjosdowo bestand einst aus möglicherweise 4000 Grabhügeln. Es gehört zu den ergiebigsten Fundstellen überhaupt zum Fernhandel des 9. und 10. Jahrhunderts.
In den Gräbern wurden etwa ein Drittel aller bekannten Objekte skandinavischer Herstellungsart aus dieser Zeit gefunden.
Eine besondere Bedeutung hat der Hortfund von Gnjosdowo, der 1993 entdeckt wurde. Zu den zahlreichen Einzelstücken aus verschiedenen Metallen gehören ein Maskenanhänger aus Zinn sowie arabische Dirham.
Gnjosdowo war ein bedeutendes Handels- und Handwerkszentrum. Es fanden sich Hinweise auf die Verarbeitung von Eisen, Edelmetallen und Glasperlen.
Neben zahlreichen Zeugnissen skandinavischer Siedler fanden sich auch Spuren baltischer Herkunft, unter anderem in den Bestattungsformen.
Die meisten Funde sind aus der zweiten Hälfte des 10. Jahrhunderts, in dieser erreichte der Komplex den Höhepunkt seiner Bedeutung.
Einige Funde weisen auf slawische Bewohner, die vor allem aus dem Westen kamen, möglicherweise nach der Zerstörung des Mährerreiches um 910.
In Gnjosdowo wurde die älteste bekannte kyrillische Inschrift in der Kiewer Rus auf einer Tonkanne gefunden (Inschrift von Gnjosdowo).

## Weitere Entwicklung
Spätestens Mitte des 11. Jahrhunderts verlagerte sich das politisch-ökonomische Zentrum der Besiedlung von der rechten zur linken Flussseite von Gnjosdowo zum Ort des heutigen Smolensk, was mit der Veränderung der Fernhandelswege und der erfolgreichen Entwicklung des konkurrierenden Handelsortes Polazk erklärt wird. In einem Wäldchen auf dem Gebiet der Gemeinde lag im Zweiten Weltkrieg das von den Deutschen erbaute Führerhauptquartier Bärenhöhle. Reste des Bunkers sind noch heute erhalten geblieben.